# Discozantaena tibiovela
Discozantaena tibiovela är en skalbaggsart som beskrevs av Perkins 2005. Discozantaena tibiovela ingår i släktet Discozantaena och familjen vattenbrynsbaggar. Inga underarter finns listade i Catalogue of Life.